# Marvel Kapitány (film)
A Marvel Kapitány (eredeti cím: Captain Marvel) 2019-ben bemutatott amerikai szuperhős film, amely a Marvel képregények egyik hőséről, Marvel Kapitányról szól. A filmet a Marvel Studios gyártotta és a Walt Disney Studios Motion Pictures forgalmazta, a Marvel-moziuniverzum (MCU) huszonegyedik filmje. A filmet Anna Boden és Ryan Fleck rendezte. A főszerepben Brie Larson, Samuel L. Jackson, Ben Mendelsohn, Djimon Hounsou, Lee Pace, Lashana Lynch, Gemma Chan, Annette Bening, Clark Gregg és Jude Law látható.
Az Egyesült Államokban 2019. március 8-án mutatták be, míg Magyarországon egy nappal korábban, 2019. március 7-én, a Fórum Hungary forgalmazásában.

## Cselekmény
A film 1995-ben játszódik. Története szerint Carol Danvers, az amerikai légierő egykori pilótája, a Csillagosztag (Starforce) nevű Kree katonai elit alakulathoz csatlakozik. Később véletlenül visszakerül a Földre, hogy választ találjon a saját múltjával és személyével kapcsolatos kérdéseire, miközben a bolygó két idegen világ (Kree-Skrull) közti összecsapás helyszínévé válik.

## Szereplők
| Szerep                                  | Színész                | Magyar hang            | Leírás |
| --------------------------------------- | ---------------------- | ---------------------- | --- |
| Carol Danvers / Marvel Kapitány         | Brie Larson            | Mórocz Adrienn         | Az amerikai légierő volt vadászpilótája és a Csillagosztag nevű elit Kree katonai egység tagja. Emberfeletti erővel, energia kivetítéssel és repüléssel ruházták fel, miután a Tesseract energiával érintkezett. |
| Carol Danvers / Marvel Kapitány         | Mckenna Grace (gyerek) | Azurák Zsófi           | Az amerikai légierő volt vadászpilótája és a Csillagosztag nevű elit Kree katonai egység tagja. Emberfeletti erővel, energia kivetítéssel és repüléssel ruházták fel, miután a Tesseract energiával érintkezett. |
| Nick Fury                               | Samuel L. Jackson      | Vass Gábor             | A S.H.I.E.L.D. jövőbeli igazgatója, ebben az időben alacsonyabb szintű titkos ügynök. |
| Talos / Keller                          | Ben Mendelsohn         | Mihályfi Balázs        | A Skrullok alakváltó vezetője, aki Fury főnökének, Kellernek álcázza magát a S.H.I.E.L.D.-nél. |
| Korath                                  | Djimon Hounsou         | Barabás Kiss Zoltán    | Egy Kree zsoldos, a Csillagosztag másodparancsnoka. |
| Ronan                                   | Lee Pace               | Galambos Péter         | Magas rangú Kree tisztviselő. |
| Maria Rambeau                           | Lashana Lynch          | Nádasi Veronika        | Danvers egyik legrégebbi barátnője, a légierő pilótája, aki a „Photon” hívójelet használja. Egyedülálló anya, van egy Monica nevű lánya.                                                                         |
| Minn-Erva                               | Gemma Chan             | Laurinyecz Réka        | Kree mesterlövész, a Csillagosztag tagja. |
| Legfőbb Intelligencia                   | Annette Bening         | Tóth Enikő             | Mesterséges intelligencia, a Kree Birodalom uralkodója. |
| Mar-Vell / Dr. Wendy Lawson kapitány    | Annette Bening         | Tóth Enikő             | A Kree Birodalom beépített embere a Földön. |
| Phil Coulson                            | Clark Gregg            | Dolmány Attila         | A S.H.I.E.L.D. újonc ügynöke, Fury beosztottja. |
| Yon-Rogg                                | Jude Law               | Dévai Balázs           | A Csillagosztag parancsnoka és Danvers mentora, aki felkészíti őt arra, hogy új képességeit használni tudja. |
| Att-Lass                                | Algenis Perez Soto     | Novkov Máté            | A Csillagosztag tagja, lövész. |
| Bron-Char                               | Rune Temte             | Sörös Sándor           | A Csillagosztag tagja, az ökleit részesíti előnyben. |
| Monica Rambeau                          | Akira Akbar            | Kobela Kíra            | Maria lánya. |
| Soren                                   | Sharon Blynn           | Eke Angéla             | Talos felesége. |
| Joseph Danvers                          | Kenneth Mitchell       | Horváth-Töreki Gergely | Carol apja. |
| Don                                     | Robert Kazinsky        | Horváth-Töreki Gergely | Motoros, Carollal próbál flörtölni. |
| Soh-Larr                                | Chuku Modu             | Harcsik Róbert         | A Csillagosztag tagja. |
| Goose                                   | különböző macskák      | Eredeti hang           | Carol flerkeni macskája. |
| Önmaga                                  | Stan Lee               | Kajtár Róbert          | Utas a metrón (cameoszerep). |
| Steve Rogers / Amerika Kapitány         | Chris Evans            | Zámbori Soma           | Bosszúálló és egy második világháborús veterán, akit egy kísérleti szérummal szuper erőssévált, majd belefagyott a jégbe, mielőtt felébredt volna a modern világban.                                             |
| Bruce Banner / Hulk                     | Mark Ruffalo           | Rajkai Zoltán          | Bosszúálló és egy zseniális tudós, akit jelentős mennyiségű gamma-sugárzás ért, emiatt zöld színű szörnyeteggé változik, amikor dühös vagy izgatott.                                                             |
| Natasha Romanoff / Fekete Özvegy        | Scarlett Johansson     | Csondor Kata           | Magasan képzett kém, Bosszúálló és a S.H.I.E.L.D. korábbi ügynöke. |
| James „Rhodey” Rhodes ezredes / Hadigép | Don Cheadle            | Takátsy Péter          | A Légierők egykori tisztje, aki a Hadigép páncélzatot működteti, és Bosszúálló is egyben. |